# Ernest Cuvelette
Ernest Cuvelette, né le 3 avril 1869 à Romery dans l'Aisne et mort le 9 mars 1936, est un ingénieur du corps des mines. Il a été administrateur et directeur général de la Société des mines de Lens, vice-président de la Société des forges et Aciéries du Nord et de l'Est, administrateur des aciéries de Paris et d'Outreau. Il a organisé la reconstruction des houillères du bassin minier du Nord-Pas-de-Calais après la Première Guerre mondiale.
Une fosse no 14 bis, assurant l'aérage de la fosse no 14, est baptisée en son honneur lors du commencement de ses travaux en 1906 et est définitivement fermée en 1962.

## Biographie

### Naissance
Ernest Cuvelette naît le 3 avril 1869 à Romery dans l'Aisne de Charles Louis Joseph Cuvelette, cultivateur, et d'Isabelle Stéphanie Vasseur.

### Carrière

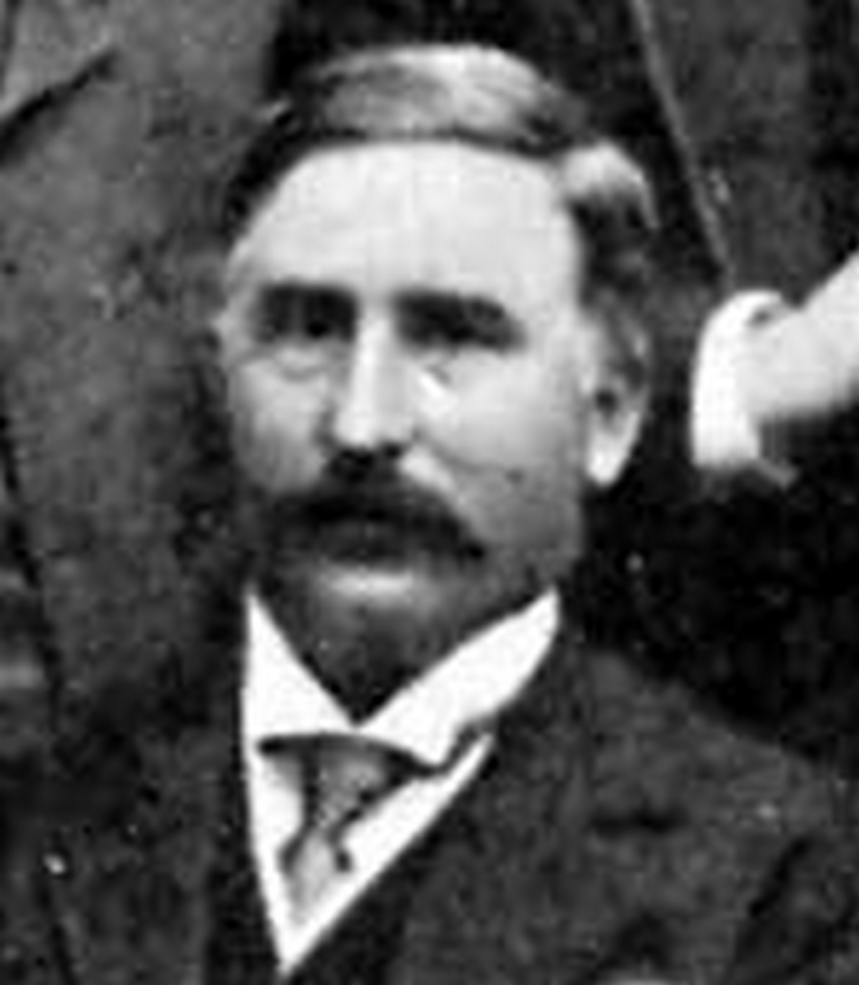
Ernest Cuvelette en 1910.

Ingénieur ordinaire des mines de 1894 à 1906, il publie, avec Fèvre, une « Notice géologique et historique sur les bassins houillers du Pas-de-Calais et du Boulonnais » en 1900. Le service lui fait faire son tour de France : Toulouse, Clermont-Ferrand, Alès, pour le fixer finalement à Arras. Déjà, il y double ses tâches professionnelles par l'étude et par le professorat, qu'il inaugure par deux ans de cours à l'Institut industriel du Nord (École centrale de Lille), entre 1903 et 1905,. 

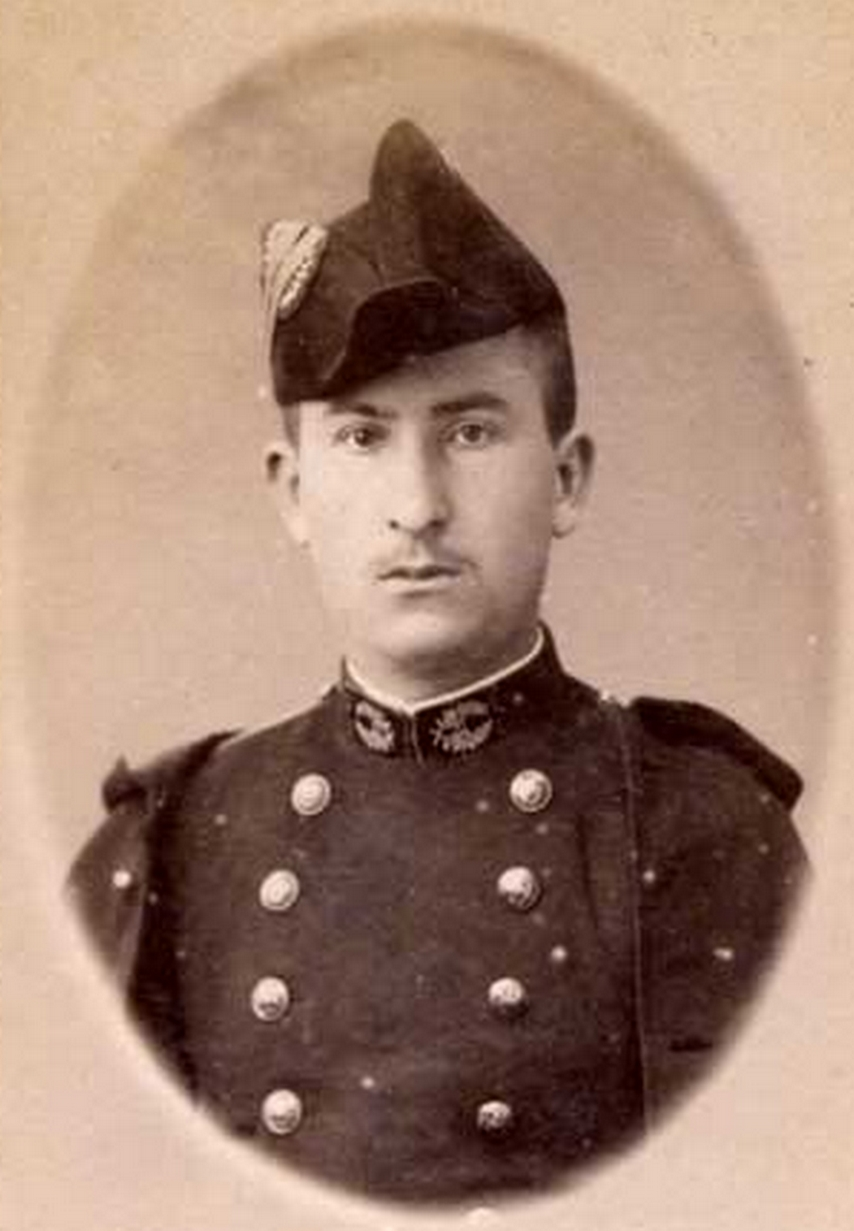
Ernest Cuvelette vers 1889.

Mais l'appel de l'activité productrice le guette. Ceci lui vient d'Élie Reumaux. Remarqué par ce dernier, directeur général de la Compagnie des mines de Lens, il quitte le service de l'État pour devenir sous-directeur en 1906 puis adjoint en 1909 de ce dernier, avant de lui succéder. La fosse d'aérage no 14 bis commencée à Loos-en-Gohelle en 1906 par la Compagnie des mines de Lens est baptisée en son honneur. Capitaine d'artillerie, il dirige la section technique et industrielle du matériel chimique de guerre en 1915-1916, puis le service des produits métallurgiques au Ministère de l'Armement de 1916 à 1918. En 1917, il crée la Commission technique du groupement des houillères victimes de l'invasion. Il préside ou fait partie du conseil d'administration de nombreuses compagnies minières, et occupe le poste de président de la Société des ingénieurs civils. On lui doit la reconstruction des houillères sinistrées du Nord et du Pas-de-Calais, et le lancement de l'exploitation du bassin lorrain.
Polytechnicien, il est passé par le corps des mines et est devenu, bien avant 1913, directeur général de la Compagnie des mines de Lens. Entré par son mariage en 1909 dans la famille Kuhlmann, il siège dans quinze conseils d'administration, dont la Compagnie générale d'électricité, Pechiney Ugine Kuhlmann, l'Union des mines et est membre du Comité technique des Houillères de France et vice-président du Crédit commercial de France en 1925.

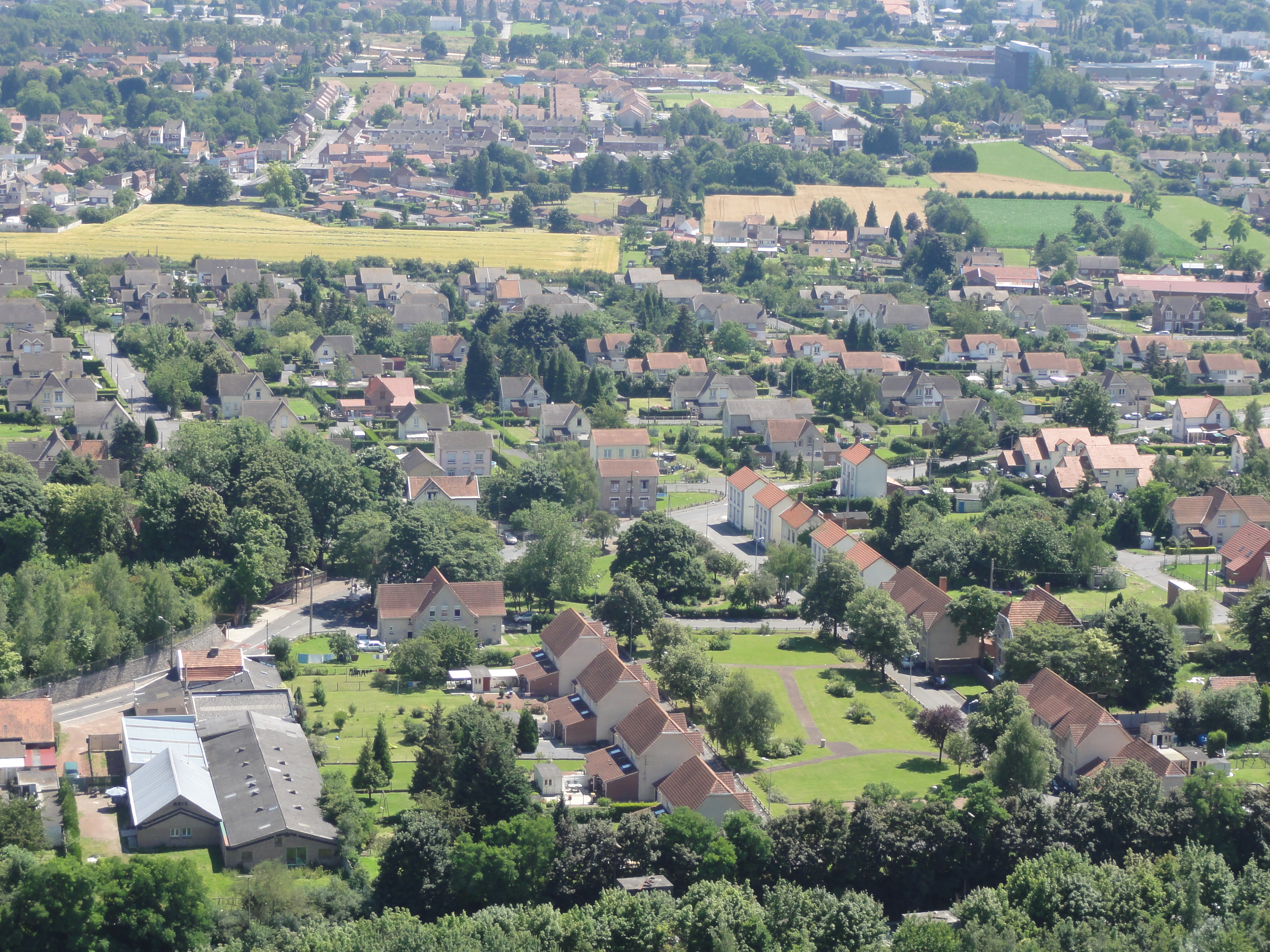
Modèles variés d'habitations, en 2012, cités de la fosse no 11 - 19.

Ernest Cuvelette s'attache plus particulièrement à reconstruire tous les biens de la Compagnie des mines de Lens, qui sont parmi les plus éprouvés et dont il est devenu directeur général. La concession de Lens, qui a été pendant quatre ans sur la ligne de front, n'est qu'un immense champ de ruines. La ville de Lens, soumise au pilonnage continuel de l'artillerie britannique, est rasée. Dans les fosses, la dynamite a détruit tout ce que les obus et les incendies ont épargné. Vingt-trois sièges d'extraction sont entièrement détruits, au fond comme au jour. Il a fallu refaire les cuvelages des puits qui ont été dynamités, exhaurer quarante millions de mètres cubes d'eau, remettre en état six cents kilomètres de galeries souterraines, déblayer et reconstruire huit mille maisons ouvrières, les centrales électriques à vapeur, à gaz, les lavoirs, les usines d'agglomération, les huit cents fours à coke (représentant la plus grosse cokerie de France), les ateliers de traitement des sous-produits... C'est sous son égide que la reconstruction des cités est faite sur la base de quarante modèles d'habitations, pour éviter la monotonie, les allées sont plantées d'arbres.
Il a dû abandonner ses fonctions de directeur-général de la Compagnie des mines de Lens en octobre 1935 pour les remettre à M. Bucher, qu'il considère comme « son fils spirituel ». Bien qu'il n'a pas pu accomplir trente années de service dans cette compagnie qu'il a fait renaître de ses cendres, le Ministre du Travail lui décerne, à titre exceptionnel, la médaille d'honneur du travail. Cette distinction, octroyée cinq mois avant sa mort, plus peut-être que sa cravate de la Légion d'honneur, est bien l'idoine récompense des mérites de ce grand ingénieur : c'est sa « médaille militaire » de général d'industrie.

### Mort

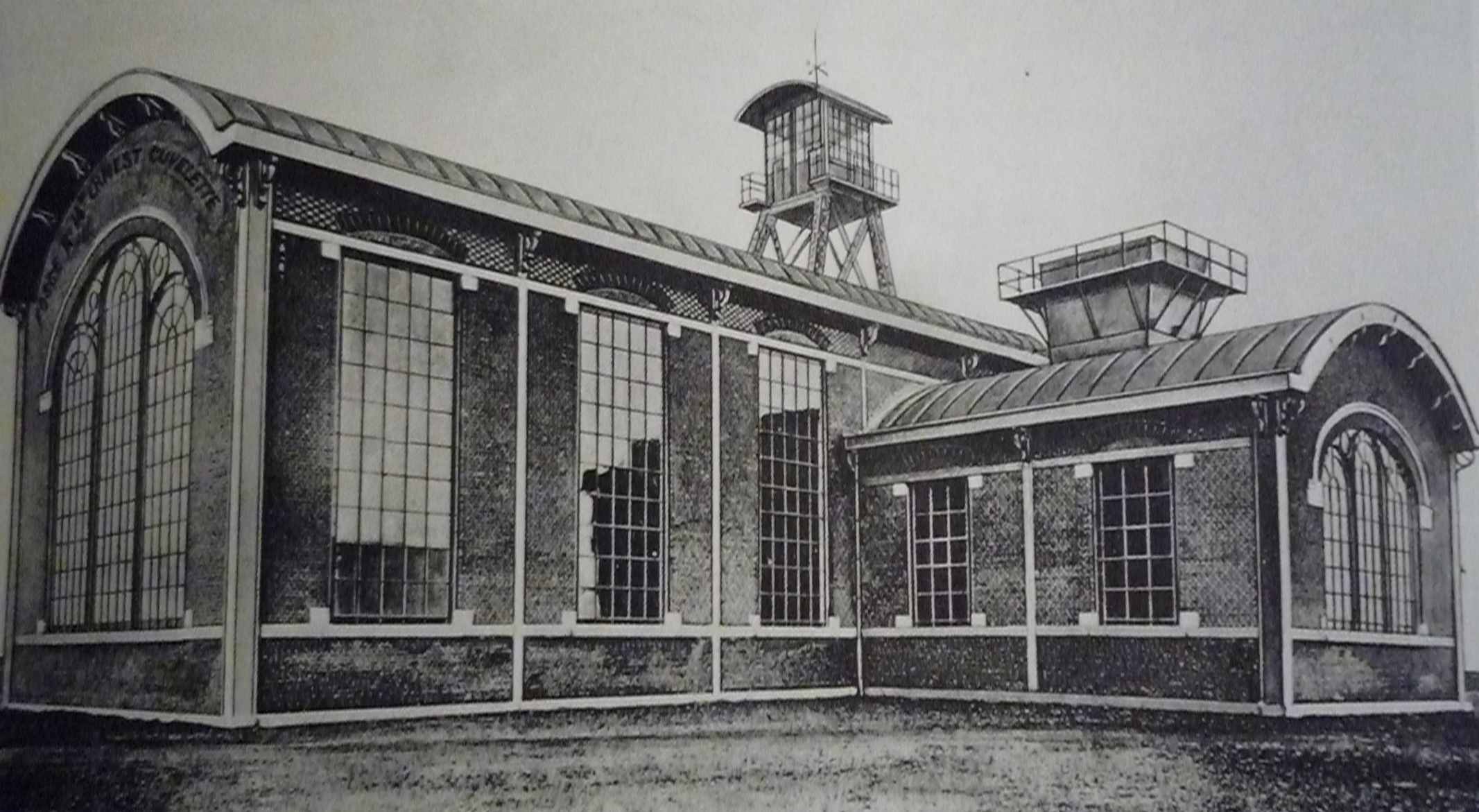
La fosse no 14 bis vers 1910.

Ernest Cuvelette meurt le 9 mars 1936 et est inhumé le 14 mars.
La fosse d'aérage no 14 bis est définitivement abandonnée et remblayée en 1962.